# Abies gracilis
Abies gracilis — вид хвойних дерев роду ялиця родини соснові. Локальний ендемік півострова Камчатка, часто розглядається як різновид Abies sachalinensis.

## Ареал
Єдиний природний ареал Abies gracilis площею всього ≈ 20 га розташовано на сході Камчатки, у нижній течії річки Новий Семячик, за 4 км від узбережжя Тихого океану. Це єдиний дикоростучий вид ялиці на Камчатці.

## Таксономія
В 1854 році у ялицевому гаю побував відомий учений Карл Дітмар. Як самостійний вид було описано Комаровим в 1901 році по надісланим йому зразкам (сам Комаров гай не відвідував). В 1961 році лісівники В.Г. Турков і В.А. Шамшин провели детальний аналіз структури масиву камчатської ялиці.

## Опис
Дерево заввишки до 17 м з густою пірамідальною кроною і світло-сірою, на молодих пагонах бурою корою. Середня висота дерев — ≈ 12 м. Середній діаметр стовбура — 25 см. Хвоїнки 1,2–2 см завдовжки і 0,08–0,1 мм шириною, молоді пагони зазвичай голі або дуже слабо запушені. Горішні луски 0,9–0,1 см завдовжки, помітно зубчасті по краю, досягають верхнім краєм (без вістря) довжини насіннєвий луски. Зрілі шишки прямостоячі. Максимальний вік ялиці становить 225 років, середній — 130 років.